# Le Rayon noir
Le Rayon noir est la cent-troisième histoire de la série Spirou et Fantasio de Tome et Janry. Elle est publiée pour la première fois dans Spirou du no 2844 au no 2864.

## Univers

### Synopsis
Un nouveau champignon arrive au laboratoire du Comte de Champignac: après quelques analyses, le Comte est convaincu qu'il peut produire avec l'équipement adéquat un rayon rendant celui qui y est exposé noir de peau. Cependant, la première expérience avec une petite souris appelée « Monsieur Albert » échoue et le Comte, dépité, quitte le château, laissant celui-ci aux soins de Spirou et Fantasio.
À la suite d'un court-circuit causé au village par Célestin Dupilon, la machine, encore branchée, s'emballe et produit un rayon qui rend Spirou noir de peau, de même que la souris blanche qu’il venait chercher dans le laboratoire du château à ce moment-là, comme l'avait prédit le Comte. Tentant de le rejoindre en side-car pour lui annoncer la nouvelle, il provoque un accident avec Monsieur Dupilon et se retrouve arrêté et placé en détention à la gendarmerie de Champignac, qui doute de son histoire. Il se retrouve en compagnie de Vito Cortizone, mafioso en transit recherché par toutes les polices du monde. Spirou commet alors l'erreur de tout lui raconter et Cortizone s'évade pour s'emparer de l'invention, dans le but de devenir méconnaissable. Il laisse Spirou et Jérôme, le brigadier de Champignac, enfermés dans la cellule.
Fantasio est à son tour frappé au château par le rayon noir une nouvelle fois à cause de Dupilon, ivrogne et maladroit, qui provoque un nouveau court-circuit en laissant tomber une bouteille de whisky sur des fils de l’installation électrique que bricole Cyprien, l’électricien, pour le discours du maire en campagne pour se faire réélire.
Quant à Cortizone, il bouscule un villageois déguisé un champignon et ne voyant rien sans ses lunettes, il vole son costume afin de ne pas être reconnu dans le village. Fantasio apporte alors au village le catalyseur capteur qui contient un extrait du champignon, menotté par les deux gendarmes de Chanterelles-sous-bois, venus en renfort, qui le prennent pour un imposteur.
Le maire de Champignac, qui déteste que la quiétude de son village ne soit troublée, exige que Fantasio, qu’il ne reconnaît pas, soit escorté à la gendarmerie. Mais Spirou, qui a réussi à sortir de cellule en attrapant les clés grâce à des planches, assomme le petit gendarme qui accompagne Fantasio. Mais ne trouvant pas les clés des menottes, Fantasio se voit obliger de porter sur son dos le petit gendarme.
Mais les deux héros revenus au village pendant le discours du maire, le gendarme se réveille et donne l’alerte. L’autre gendarme cherchant à attraper Spirou, Vito en profite pour récupérer le catalyseur resté à proximité du podium de discours. Mais d’autres habitants déguisés eux aussi en champignons le retiennent pour qu’il participe avec eux à une répétition d’instruments de musique (soutenant le discours du maire contre les champignons importés). Tentant de prendre congés de ces villageois déguisés, Vito est attrapé par un autre habitant de l’orchestre et laisse échapper des mains le catalyseur qui roule en produisant son effet mutagène. La moitié de la population du village est ainsi frappée par le "rayon noir" et voit sa pigmentation et son apparence instantanément transformées. Spirou, qui a réussi à se dépêtrer du gendarme, réussit à capturer Vito Cortizone, à son tour menotté par les gendarmes qui comprennent enfin la situation, l’un d’entre eux ayant été noirci par le rayon.
À la suite de ce bouleversement, les villageois, qui ne se "reconnaissent" plus, ne tardent pas à succomber aux querelles aux relents xénophobes. La tension monte rapidement et la population finalement réunie dans sa fureur contre les "sorcelleries" venues du château, décide de le saccager. Heureusement, l'effet temporaire du rayon disparait aussi soudainement qu'il était apparu, calmant ainsi les ardeurs des champignaciens qui prennent enfin conscience de leur stupidité. Le comte, de retour, n’est mis au courant de rien des récents évènements. Quant à Vito Cortizone, il va être finalement escorté en Amérique par des policiers afro-américains.

### Personnages
- Spirou
- Fantasio
- Spip
- Le Comte de Champignac
- Don Vito Cortizone
- Le Maire de Champignac
- Zénobe
- Dupilon
- Duplumier
- Jérôme

## Publication

### Revues
- Publié pour la première fois dans le journal de Spirou du no 2844 au no 2864.

## Adaptation
- Cet album fut adapté en 1995 dans la série animée Spirou.